# Collegio di Edmonton and Winchmore Hill
Edmonton and Winchmore Hill è un collegio elettorale inglese situato nella Grande Londra, e rappresentato alla Camera dei Comuni del Parlamento del Regno Unito. Elegge un membro del Parlamento con il sistema first-past-the-post, ossia maggioritario a turno unico; l'attuale parlamentare è Kate Osamor del Partito Laburista e Co-Operativo, che rappresenta il collegio dal 2024.

## Estensione
Il collegio è costituito dai seguenti ward situati nel borgo di Enfield: Bush Hill Park, Edmonton Green, Grange Park, Haselbury, Highfield, Jubilee, Lower Edmonton, Upper Edmonton e Winchmore Hill.

## Membri del Parlamento
| Elezione | Elezione | Deputato    | Partito         |
| -------- | -------- | ----------- | --------------- |
|          | 2024     | Kate Osamor | Laburista Co-Op |

## Elezioni

### Elezioni negli anni 2020
| Partito                    | Partito                                            | Candidato                  | Risultati 4 luglio 2024 | Risultati 4 luglio 2024 |
| Partito                    | Partito                                            | Candidato                  | Voti                    | %                       |
| -------------------------- | -------------------------------------------------- | -------------------------- | ----------------------- | ----------------------- |
|                            | Laburista Co-Op                                    | Kate Osamor                | 20 520                  | 49,99                   |
|                            | Conservatore                                       | Zoe Huggins                | 7 888                   | 19,22                   |
|                            | Verdi                                              | Luke Balnave               | 3 681                   | 8,97                    |
|                            | Reform UK                                          | Neville Watson             | 3 501                   | 8,53                    |
|                            | Lib Dem                                            | Tim Martin                 | 2 721                   | 6,63                    |
|                            | Indipendente                                       | Khalid Sadur               | 1 700                   | 4,14                    |
|                            | Workers                                            | Denise Headley             | 668                     | 1,63                    |
|                            | Popoli Cristiani                                   | Yemi Awolola               | 366                     | 0,89                    |
|                            |                                                    |                            |                         |                         |
| Iscritti                   | Iscritti                                           | Iscritti                   | 75 792                  | 100,00                  |
| ↳ Votanti (% su iscritti)  | ↳ Votanti (% su iscritti)                          | ↳ Votanti (% su iscritti)  | 41 045                  | 54,15                   |
| ↳ Astenuti (% su iscritti) | ↳ Astenuti (% su iscritti)                         | ↳ Astenuti (% su iscritti) | 34 747                  | 45,85                   |
|                            |                                                    |                            |                         |                         |
|                            | Esito: collegio a Laburista Co-Op (nuovo collegio) |                            |                         |                         |